# MOLCAS
MOLCASは、ab initio計算化学プログラムである。数多くの研究機関の国際的共同事業によって開発された。MOLCASは科学者によって開発された科学者のためのプログラムである。基本的に市販用の製品ではなく、所有者（ルンド大学）が金銭を得るために販売されない。
本プログラムの焦点は、基底状態と励起状態の両方における一般的電子構造を計算するための手法に置かれている。MOLCASは一般的および有効な完全活性空間多配置SCF（CASSCF）計算レベルのためのコードを含むが、より制限されたMCSCF波動関数（RASSCF）も利用する。また、この理論のレベルにおいて、勾配技法を使った平衡および遷移状態の幾何構造最適化や力場および振動エネルギーの計算も可能である。MOLCASは2次摂動コードCASPT2およびRASPT2も含む。

## 歴史
MOLCASコードは1980年代末にルンド大学のビョルン・O・ロースのグループによって作られた。プログラム名はMolecule（ヤン・アルムレーブによる積分コード）とCAS（ビョルン・O・ロースによって開発された完全活性空間プログラム）の組み合わせである。
MOLCAS 2は1992年に発表された。配布形態はIBM VM/XA向けのテープだった。MOLCAS 2は新しい配置間相互作用コード（Jeppe Olsenによって書かれた）、新たな積分コード（Roland Lindhによって書かれた）、および結合クラスター法コード（コメンスキー大学で書かれた）を含む。MOLCAS 4（1999年）は、いかなるUnixあるいはLinuxオペレーティングシステム上でも動作する最初のリリースだった。2001年、MOLCAS 5がリリースされた。これはコード開発のための分散モデルを備えていた。
2017年9月、MOLCASコードの大半がOpenMolcasという名称の下でオープンソース（LGPL 2.1ライセンス）としてブランチが切られた。

## 主要機能
MOLCASの主要な機能はMolcasマニュアルやチュートリアル集、文献で見ることができる。
- Ab initio ハートリー＝フォック (HF)、密度汎関数理論 (DFT)、2次メラー＝プレセット法、MCSCF、MRCI、CC、多配置参照2次摂動理論CASPT2（MSおよXMSを含む）およびRASPT2波動関数およびエネルギー[4]
- 解析的勾配幾何構造最適化（HF、DFT、CASSCF、およびRASSCF波動関数に基づく）
- コレスキー分解（CD）およびResolution of the identity（英語版）（RI）法（HF、DFT、CASSCF、CC、MBPT2、およびCASPT2向け）
- 解析的勾配および非断熱結合ベクトル
- オンザフライ補助基底関数技術、原子CDおよび原子コンクパクトCD
- CD/RI勾配（DFT汎関数向け）
- 数値的勾配幾何構造最適化（CASPT2波動関数に基づく）
- 全ての波動関数のための励起状態エネルギー、および平均化されたCASSCF波動関数状態からの最適化された励起幾何構造
- 励起状態における遷移特性。固有のRASSCF状態相互作用法を使ってCASSCF/RASSCFレベルで計算。
- 溶媒効果は、Onsager球状キャビティー（空洞）モデルあるいは分極連続体モデル（PCM）によって扱うことができる。
- タンパク質および分子クラスターといった系に対するQM/MM計算
- MC/MDシミュレーションのための分子間力場を作るためのNEMO手順。これらの力場には、静電項、誘導項、分散項、および交換反発項が含まれ、個別の分子に対する計算に基づく。
- タリー表面ホッピング（英語版）分子動力学
- 円錐型交差（英語版）および縫い目の局在化および特性解析のための手法
- MOLCASはDMRGコード（QCMaquis、Block、CheM2PS）、MRCIコードCOLUMBUS（英語版）、分子動力学コードSHARCを含むいくつかの計算コードのためのインターフェースを持つ。
- MOLCASのためのグラフィカルユーザインターフェースコードがいくつか存在する: LUSCUS、GV、MolGUI。